# 5. sydlige breddekreds
Den 5. sydlige breddekreds (eller 5 grader sydlig bredde) er en breddekreds, der ligger 5 grader syd for ækvator. Den løber gennem Atlanterhavet, Afrika, det Indiske Ocean, Sydøstasien, Australasien, Stillehavet og Sydamerika.